# Amsinckia
Amsinckia is de botanische naam van een geslacht van bloemplanten uit de ruwbladigenfamilie (Boraginaceae). Het geslacht komt van nature voor in westelijk Noord-Amerika en zuidwestelijk Zuid-Amerika. Meestal worden ze op lagere hoogten gevonden, onder de 500 m. Wel zijn deze planten geïntroduceerd in andere gebieden.
In Nederland komt sinds het eerste kwart van de 20e eeuw de kleinbloemige amsinckia (Amsinckia micrantha, synoniem: Amsinckia menziesii) voor op akkers, wegbermen en omgewerkte grond. De soort komt oorspronkelijk uit Amerika, waar hij algemeen is in de westelijke Verenigde Staten, van Brits-Columbia tot Neder-Californië, tot een hoogte van 1700 m. Hij komt ook voor in Zuid-Amerika.
De Engelstalige naam van het geslacht is fiddlenecks: deze naam is afgeleid van de bloeiwijze. De stengel draagt een groot aantal kleine bloempjes, en buigt aan de bovenzijde iets om op een manier die op een viool lijkt.
Deze eenjarige planten hebben een rechtop gerichte stengel en variëren in hoogte van 20-120 cm. De bloemen zijn overwegend geel, vaak met een oranje tint. De zaden en bladeren zijn giftig voor vee vanwege de alkaloïden die ze bevatten en vanwege het hoge gehalte aan nitraten. De scherpe haren kunnen huidirritaties bij mensen veroorzaken. Jonge loten, zaden of bladeren werden door de Amerikaanse Indianen als voedsel gebruikt. Ook gebruikten zij de plant medicinaal.
De soorten binnen dit geslacht zijn moeilijk uit elkaar te houden. Ook de gebieden waarin zij voorkomen overlappen, terwijl verschillende soorten in diverse vormen voorkomen. Andere soorten in dit geslacht zijn:
- Amsinckia carinata: Zeldzaam, inheems en bedreigd in Oregon
- Amsinckia douglasiana: Niet frequent voorkomend, zuidkust van Californië.
- Amsinckia eastwoodiae: Laag gelegen gebieden van Midden- en Zuid-Californië, ten westen van de Sierra Nevada.
- Amsinckia grandiflora: Central Valley van Californië. Inheems en bedreigd in Californië.
- Amsinckia lunaris: Zeldzaam en bedreigd. San Francisco, binnenkustgebied en westelijke deel van de Central Valley van Californië.
- Amsinckia lycopsoides: Niet frequent voorkomend. Langs gehele westkust van de Verenigde Staten.
- Amsinckia spectabilis: Westkust van de Verenigde Staten van Brits-Columbia tot Neder-Californië tot 300 meter hoogte.
- Amsinckia tessellata: Algemeen. Tot 2200 meter hoogte in grote delen van Californië, Arizona, Oregon en Washington; ook in Zuid-Amerika.
- Amsinckia vernicosa: Zeldzaam. Op hoogten tot 1500 meter, in de zuidelijke kustgebieden van Californië en de Mojavewoestijn.